# Golfo de Santa Eufemia
El golfo de Santa Eufemia (en italiano: Golfo di Sant'Eufemia) es un golfo de la costa occidental de Italia,  situado en la costa del mar Tirreno, en la región de Calabria. Se extiende desde el cabo Suvero (CZ), hasta el Capo Vaticano (VV). 
La boca del golfo tiene unos 42 km y está orientada al oeste. La costa está formada en gran parte por el límite de la meseta de Santa Eufemia y en él desaguan dos pequeños  ríos, el Amato (56 km) y el Angitola (20 km). En el municipio de Gizzeria la costa es muy angulosa y forma algunos lagos de agua salobre, conocidos por ello como lagos La Vota, sitio de interés comunitario. El golfo proporciona suficiente pesca, en especial  de atún, hoy principalmente criado. 
Antiguamente, fue conocido de muy diversas formas, como Sinus Lametinus, Napitinus, Hipponiates y Taerineus (por la ciudad griega de Terina). En él desembarcaron los ingleses el 30 de junio de 1806 para hacer frente a los franceses a los que derrotaron en la batalla de Maida el 4 de julio en Maida.

## Referencias

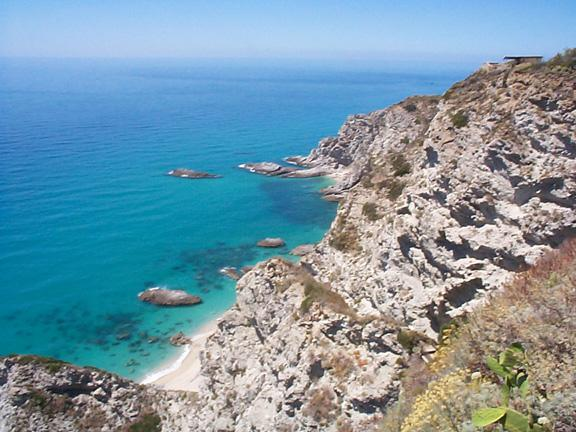
Cabo Vaticano, uno de los extremos del golfo.